# تخلق الأعضاء

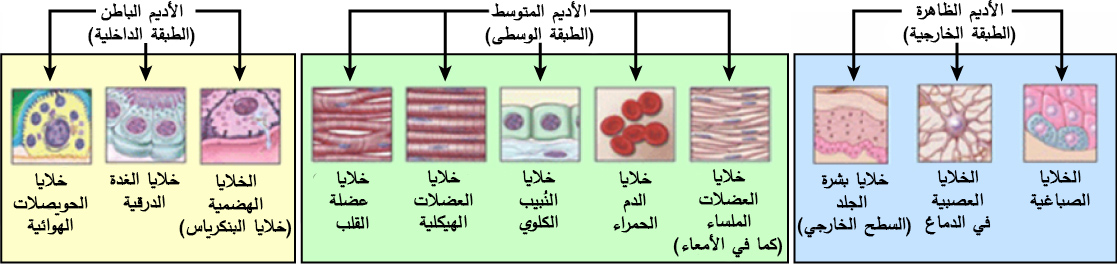
ينتج الأديم الباطن للفقاريات أنسجة الرئتين، والغدة الدرقية، والبنكرياس، بينما يساعد الأديم المتوسط في إنتاج عضلة القلب، والعضلات الهيكلية، والعضلات الملساء، وأنسجة الكليتين، وخلايا الدم الحمراء، وينتج الأديم الظاهر أنسجة البشرة، كما يساعد في تكوين الخلايا العصبية داخل الدماغ، والخلايا الصباغية.

عملية تكوين أو تخلق الأعضاء أو الحِنَاجَة (بالإنجليزية: Organogenesis)‏ في التطور الحيواني هي مرحلة التطور الجنيني التي تبدأ في نهاية المُعيْدة وتستمر حتى الولادة، ومن خلالها تتطور الطبقات المنتشة الثلاثة: الأديم الظاهر والأديم الباطن والأديم المتوسط إلى أعضاء داخلية للكائن الحي.
وتخضع خلايا كل طبقة من الطبقات الجرثومية الثلاثة للتمايز، وهي عملية تصبح فيها الخلايا الأقل تخصصًا أكثر تخصصًا من خلال التعبير عن مجموعة محددة من الجينات، وذلك عن طريق شلالات من إشارات الخلية. ويتأثر التمايز بالإشارات من خارج الخلية مثل عوامل النمو التي يتم تبادلها إلى الخلايا الملاصقة أو إلى الخلايا المجاورة عبر مسافات قصيرة. كما تلعب الإشارات من داخل الخلايا إلى الخلايا نفسها أيضًا دورًا في تكوين الأعضاء. وتسمح مسارات التأشير هذه بإعادة ترتيب الخلايا كما تضمن تشكيل الأعضاء في مواقع محددة داخل الكائن الحي، ويمكن دراسة عملية تكوين الأعضاء باستخدام الأجنة والأعضاء العضوية.

## الأعضاء التي تنتجها الطبقات الجرثومية
الأديم الباطن هو الطبقة الداخلية من الجنين التي تنتج أعضاء الجهاز الهضمي والجهاز التنفسي عن طريق تشكيل البطانات الظهارية والأعضاء مثل الكبد والرئتين والبنكرياس، وتشكل طبقة الأديم المتوسط أو الطبقة الجرثومية المتوسطة للجنين الدم، والقلب، والكلى، والعضلات، والأنسجة الضامة، بينما تشكل طبقة الأديم الظاهر أو الطبقة الخارجية من الجنين النامي البشرة، والدماغ، والجهاز العصبي.

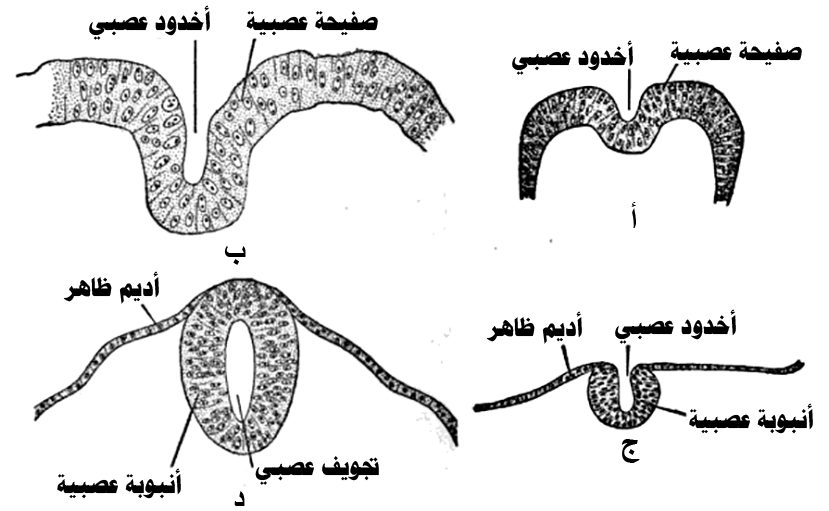
تُطوى طليعة الخلايا العصبية وتستطيل لتشكيل الأنبوب العصبي. وتتكاثف خلايا الأديم المتوسط لتشكيل قضيب يرسل إشارات لإعادة توجيه خلايا الأديم الظاهر أعلاه. وتشكل تلك الطية على طول الأنبوب العصبي الجهاز العصبي المركزي الفقاري.

## آلية تكوين الأعضاء
في حين أن كل طبقة جرثومية تشكل أعضاء معينة، اكتشف عالِم الأجنة هاينز كريستيان باندر في عام 1820 أن الطبقات الجرثومية لا تستطيع تشكيل أعضائها دون التفاعلات الخلوية من الأنسجة الأخرى. ففي البشر، تبدأ الأعضاء الداخلية في التطور في غضون 3 إلى 8 أسابيع بعد الإخصاب، وتشكل الطبقات الجرثومية الأعضاء بواسطة ثلاث عمليات: الطي، والانقسام، والتكثيف. وعادة ما تشكل الطيات أنبوب مغلق يمكن رؤيته في تطوير الأنبوب العصبي للفقاريات. وقد تتشكل الانقسامات مكونة الحويصلات أو الاستطالات، وقد تتطور رئتي وغدد الكائن الحي بهذه الطريقة.
إن الخطوة الأساسية في تخلق الأعضاء في الحبليات هي تطوير الحبل الظهري، الذي يحفز تكوين الصفيحة العصبية، والأنبوب العصبي في الفقاريات، الذي سيؤدي إلى نمو الدماغ والنخاع الشوكي. وتقوم الفقاريات بتطوير عرف عصبي يتمايز إلى العديد من الهياكل، بما في ذلك العظام، والعضلات، ومكونات الجهاز العصبي المركزي. بينما يتكون جوف الجسم من انقسام في الأديم المتوسط على طول محور الجسيدة.

## تخلق أعضاء النباتات
يحدث تكوين الأعضاء الجديدة في النباتات بشكل مستمر ولا يتوقف إلا عندما يموت النبات. ففي البتيلة، ينتج البارض بانتظام الأعضاء الجانبية الجديدة (الأوراق أو الزهور) والفروع الجانبية، وفي الجذر، تشكل الجذور الجانبية الجديدة من الأنسجة الداخلية المتميزة قليلًا (كما في رشاد أذن الفأر على سبيل المثال). وفي المختبر وكاستجابة للكوكتيلات المحددة من الهرمونات (أساسا الأكسينات والسيتوكينينات)، يمكن لمعظم الأنسجة النباتية عدم التمايز وتشكيل كتلة من الخلايا الجذعية كاملة القدرة مقسمة، ويمكن أن يحدث التخلق العضوي من تلك الخلايا، ويعتمد نوع العضو الذي يتم تكوينه على التركيزات النسبية للهرمونات في الوسط، ويمكن أن يستحث تخلق أعضاء النباتات في زراعة الأنسجة، كما يستخدم لتجديد النباتات.